# Aprozi, Călărași
Vino să descoperi Aprozi – locul unde tradiția și natura se împreunează armonios.
Aprozi este un sat ce aparține orașului Budești din județul Călărași, Muntenia, România.

## Informații generale despre Aprozi
- Localizare: Aprozi se află în partea de Vest a județului Călărași, în apropiere de granița cu județul Giurgiu.
- Coordonate geografice: 44°15′58″N 26°30′07″E
- Climă: Clima este temperat-continentală cu regim omogen, ca urmare a uniformității reliefului de câmpie, caracterizat prin veri foarte calde și ierni foarte reci.
- Apropiere de alte localități: Satul este situat în apropierea localităților Negoești și Vasilați

## Accesibilitate
Aprozi este situat la aproximativ 44 km de București, iar călătoria cu mașina durează în jur de 46 de minute.
Dacă dorești să explorezi mai multe despre Aprozi, poți consulta imagini și videoclipuri postate de vizitatori pe Instagram.
Satul Aprozi, parte a orașului Budești, județul Călărași, are o istorie bogată și un prezent în curs de modernizare.

## Localizare și date generale
- Localizare: Aprozi este situat în Sudul României, în județul Călărași, fiind unul dintre satele componente ale orașului Budești.
- Cod poștal: 915101
- Populație: Conform recensământului din 2021, satul avea 1.012 locuitori, cu o ușoară predominanță a femeilor (518) față de bărbați (494) [2]

## Istorie și evoluție
Aprozi a avut un statut administrativ distinct până în 1968, când a fost comasat cu Budești. În perioada interbelică, satul avea aproximativ 3.000 de locuitori. Două evenimente majore au influențat negativ dezvoltarea sa.
1. Devierea căii ferate București-Oltenița în perioada 1905–1910, la insistențele moșierului Gh. Manu, a privat satul de accesul direct la transportul feroviar, afectând astfel progresul economic și social.
2. Colectivizarea forțată din 1961, care a determinat un exod al tinerilor către orașe, în special către București, ducând la o depopulare semnificativă.[4]

## Istoric administrativ
În perioada interbelică, Aprozi făcea parte din comuna Aprozi-Negoești, alături de satele Negoești și Șoldanu. În 1931, comuna Aprozi a rămas doar cu satul Aprozi, celelalte sate separându-se pentru a forma comuna Negoești. Ulterior, în urma reorganizărilor administrative din 1950 și 1968, Aprozi a fost inclus în comuna Budești. În 1981, o reorganizare administrativă regională a dus la transferarea comunei la județul Călărași. 

## Infrastructură și proiecte recente
În ultimii ani, administrația locală a demarat proiecte importante pentru modernizarea satului.
- Alimentare cu apă: Prin Programul Național de Investiții „Anghel Saligny”, s-au atras fonduri în valoare de 18,6 milioane lei pentru înființarea sistemelor de alimentare cu apă în satele Aprozi, Buciumeni și Gruiu .
- Canalizare: Sistemul de canalizare din Aprozi a fost finalizat în 2021, cu o investiție de aproximativ 13,9 milioane lei.
- Reabilitarea școlii: Primarul Ilie Mihai a coordonat lucrările de reparații la școala din Aprozi, inclusiv acoperișul și tencuielile, cu sprijinul unor sponsori și meșteri locali.[6]

## Activitate economică
În Aprozi sunt înregistrate 78 de firme, active în diverse domenii precum construcții, agricultură și servicii.
Printre acestea se numără AYAN ȘI CRYS CONSTRUCT SRL și ALDI CONCEPT SRL, specializate în lucrări de construcții.

## Geografie și peisaj

Fotografiile redau o imagine panoramică asupra satului Aprozi, aflat pe marginea estică a Lacului Aprozi. În partea vestică se observă satele învecinate, Vasilați și Gălbinași. Urmele care se observă în sol sunt cel mai probabil dovezi ale modificării cursului râului Rasa, care în prezent și-a schimbat cursul și debitul considerabil.

Satul Aprozi este situat pe marginea estică a Lacului Aprozi, într-o zonă de câmpie. Fotografii aeriene evidențiază urme ale modificării cursului râului Rasa, care și-a schimbat cursul și debitul de-a lungul timpului.

## Peisaj și viață rurală
Satul este înconjurat de câmpii fertile și lacuri, oferind un peisaj tipic zonei de sud a României. Deși a fost afectat de migrarea populației către orașe, Aprozi păstrează farmecul vieții rurale și se află într-un proces de revitalizare prin proiectele de infrastructură în curs.

## Viața comunitară
Comunitatea din Aprozi este activă pe rețelele sociale, având o pagină dedicată pe Facebook unde sunt împărtășite informații despre evenimente locale, tradiții și inițiative comunitare.

## Monumente istorice
Biserica „Adormirea Maicii Domnului” (1841): Situată în Tarlaua 18, parcela 681, această biserică este un monument istoric important pentru comunitatea locală. 
- Anul construcției: 1841
- Clasificare: Monument istoric de clasă B
- Cod LMI: CL-II-m-B-14669

- Locație: Tarlaua 18, parcela 681, sat Aprozi, orașul Budești. [9]
- Această biserică ortodoxă este inclusă în Lista Monumentelor Istorice din județul Călărași și reprezintă un important reper spiritual și cultural pentru comunitatea locală.

## Detalii despre Balta Aprozi
- Suprafață: aproximativ 30 hectare

- Specii de pești: crap (2–6 kg), caras, biban, roșioară, somn, ten, scobar, clean.

## Cazare în apropiere
- Pensiunea Pescăruși oferă cazare în Aprozi. Aceasta dispune de 10 camere complet utilate, terasă, bar și parcare gratuită, fiind situată la aproximativ 45 km de București. [10]
- Lake House Aprozi este o casă de vacanță situată în satul Aprozi, județul Călărași, la aproximativ 50 de minute de București. Este o destinație ideală pentru relaxare în mijlocul naturii, pe malul lacului.[11]

## Meșteșugari și agricultori

Satul Aprozi este situat într-o zonă agricolă, caracterizată prin câmpuri întinse și lacuri.

Satul Aprozi are o tradiție îndelungată în agricultură și meșteșuguri. Mulți locuitori au fost recunoscuți pentru priceperea lor în diverse domenii, contribuind la economia locală și la păstrarea tradițiilor.

## Echipa de fotbal Victoria Aprozi
Victoria Aprozi a fost echipa locală de fotbal a satului Aprozi, parte din orașul Budești, județul Călărași. Echipa a evoluat în competițiile județene organizate de Asociația Județeană de Fotbal Călărași, reprezentând comunitatea locală în diverse ediții ale Ligii a V-a.
- „Victoria Aprozi – Echipa care n-a murit niciodată”. Cândva, un sat mic, dar cu inimă mare. Pe un teren de pământ bătătorit, sub soare sau noroi, Victoria Aprozi lupta cu mândrie pentru fiecare gol. Timpul a trecut. Terenul s-a golit. Dar numele a rămas. Acum, echipa revine. Nu pe gazon (încă), ci în online. Mai vie ca niciodată. Cu glorie în suflet și cu vulturul pe piept, Victoria Aprozi nu e doar o amintire — e un simbol. Un brand. O poveste care abia începe. Victoria Aprozi. Tradiție reînviată.

- „Cândva, într-un colț de Bărăgan…” Nu aveau nocturnă. Nu aveau vestiare. Uneori, nici minge bună. Dar aveau ceva ce nu se antrenează: suflet. Pe un câmp bătut de vânt, între două stive de baloți, Victoria Aprozi scria povești cu praf pe glezne și speranță în ghete uzate. Fiecare gol era o sărbătoare, fiecare fault — un motiv de glorie. Jucau pentru onoare. Pentru sat. Pentru micul lor colț de lume. Apoi s-a lăsat liniștea. Anii au trecut, iar praful s-a așezat peste porți, dar numele a rămas. Iar acum, din spatele tastaturii, din amintiri și pasiune, Victoria Aprozi revine. Nu cu puncte. Ci cu poveste. Victoria Aprozi – Gloria uitată a câmpiei

- Puțini își mai aduc aminte, dar prin anii ‘80, în Aprozi, fotbalul era mai mult decât un joc. Victoria Aprozi era mândria satului – o echipă mică, dar cu suflet mare. Nu existau sponsori, nu era gazon, dar era onoare și respect. Se juca pe pământ bătătorit, cu porți sudate în gospodărie și plase din sfoară. Dar în fiecare duminică, sătenii veneau la meci ca la sărbătoare. Cei care au prins vremurile îți spun cu ochii sclipind: – Băi, era o echipă care nu se temea de nimeni. Am bătut și echipe cu echipament adevărat! Poate nu au urcat în divizii mari, dar au câștigat ceva mai valoros: respectul oamenilor. Victoria Aprozi s-a stins prin anii ‘80-’90, odată cu plecarea jucătorilor la oraș, cu terenul invadat de bălării și cu visurile rămase în amintiri. Dar în sufletul celor care au trăit acele duminici, echipa încă trăiește. Și poate, într-o zi, cineva o va readuce la viață.

- Victoria Aprozi – Tradiție reînviată Echipa din inima satului, readusă la viață. Povestea continuă aici, cu amintiri, mândrie și speranță pentru viitor. Hai Aprozi!Logo Neoficial al echipei Victoria Aprozi

Logo Neoficial al echipei Victoria Aprozi

## Broșură Turistică: Satul Aprozi - Comoara Ascunsă din Călărași
Descoperă Aprozi
La doar 50 de minute de București, satul Aprozi din județul Călărași te așteaptă cu liniște, natură autentică și o comunitate caldă. Aflat pe malul Lacului Aprozi și parte a orașului Budești, Aprozi este destinația ideală pentru cei care caută relaxare, pescuit, tradiții și istorie locală.
Atracții Locale
• Biserica "Adormirea Maicii Domnului" – monument istoric din 1841, loc spiritual și simbol al satului.
• Lacul Aprozi – perfect pentru pescuit, plimbări și fotografii la apus.
• Lake House Aprozi – cazare modernă, complet utilată, cu vedere superbă și facilități premium.
Tradiții și Comunitate
Satul Aprozi păstrează tradiții rurale autentice: agricultură, meșteșuguri și un puternic spirit comunitar. Pagina de Facebook a satului este activă și plină de momente din viața locală.
Date Generale
- Populație: ~ 1.000 locuitori
- Amplasare: Orașul Budești, jud. Călărași
- Obiective: Biserică istorică, Lac, Pensiuni.

Contacte utile
- Facebook: Satul Aprozi
- Cazare: Lake House Aprozi pe Booking
- Informații locale: Primăria Budești - site oficial

1. ↑  „Instagram”. www.instagram.com. Accesat în 21 aprilie 2025.
2. ↑  „Populație Aprozi, Oraș Budești, Județul Călărași - Populația.ro”. 5 decembrie 2023. Accesat în 21 aprilie 2025.
3. ↑  dragon (24 aprilie 2021). „GAZETA DE BUDESTI-NR 5-Aprozi- satul inimilor noastre de Costel Guță”. RADIO TV OLTENITA. Accesat în 21 aprilie 2025.
4. ↑  dragon (24 aprilie 2021). „GAZETA DE BUDESTI-NR 5-Aprozi- satul inimilor noastre de Costel Guță”. RADIO TV OLTENITA. Accesat în 21 aprilie 2025.
5. ↑  „Localitățile călărășene, realități și perspective: Orașul Budești”. Călărași SUD. 26 iulie 2024. Accesat în 21 aprilie 2025.
6. ↑  „Localitățile călărășene, realități și perspective: Orașul Budești”. Călărași SUD. 26 iulie 2024. Accesat în 21 aprilie 2025.
7. ↑  „Lista firmelor din Satul Aprozi, Județul Călărași, Cod poștal 915101 | FirmeOnLine”. www.firme-on-line.ro. Accesat în 21 aprilie 2025.
8. ↑  „Monumente istorice”. Orașul Budești | Județul Călărași. Accesat în 21 aprilie 2025.
9. ↑  dragon (24 aprilie 2021). „GAZETA DE BUDESTI-NR 5-Aprozi- satul inimilor noastre de Costel Guță”. RADIO TV OLTENITA. Accesat în 21 aprilie 2025.
10. ↑  „Pensiunea Pescăruș, Aprozi, România”. Booking.com. Accesat în 21 aprilie 2025.
11. ↑  „Instagram”. www.instagram.com. Accesat în 21 aprilie 2025.
12. ↑  „Instagram”. www.instagram.com. Accesat în 21 aprilie 2025.